# Spring Creek Township (comté de Phelps, Missouri)
Spring Creek Township est un ancien township, situé dans le comté de Phelps, dans le Missouri, aux États-Unis,.
Le township est baptisé en référence à Spring Creek (en), un cours d'eau affluent de la rivière Gasconade.